# 永万
永万（、旧字体：永萬）は、日本の元号の一つ。長寛の後、仁安の前。1165年から1166年までの期間を指す。この時代の天皇は二条天皇、六条天皇。

## 改元
- 長寛3年6月5日（ユリウス暦1165年7月14日） 二条天皇の病気により改元[要出典]
- 永万2年8月27日（ユリウス暦1166年9月23日） 仁安に改元

## 永万期におきた出来事
- 1165年（永万元）
  - 6月25日（長寛3年6月25日、8月3日） - 二条天皇譲位、六条天皇践祚。

## 西暦との対照表
※は小の月を示す。
| 永万元年（乙酉） | 一月※     | 二月  | 三月※ | 四月  | 五月※ | 六月 | 七月※ | 八月  | 九月 | 十月※ | 十一月  | 十二月   |
| ---------------- | --------- | ----- | ----- | ----- | ----- | ---- | ----- | ----- | ---- | ----- | ------- | -------- |
| ユリウス暦       | 1165/2/13 | 3/14  | 4/13  | 5/12  | 6/11  | 7/10 | 8/9   | 9/7   | 10/7 | 11/6  | 12/5    | 1166/1/4 |
| 永万二年（丙戌） | 一月※     | 二月※ | 三月  | 四月※ | 五月※ | 六月 | 七月  | 八月※ | 九月 | 十月  | 十一月※ | 十二月   |
| ユリウス暦       | 1166/2/3  | 3/4   | 4/2   | 5/2   | 5/31  | 6/29 | 7/29  | 8/28  | 9/26 | 10/26 | 11/25   | 12/24    |